# Seznam elitnih enot sveta
Seznam elitnih enot sveta.

## A
- Avstralija
Kraljevi avstralski polk

## F
- Francija
Francoska tujska legija

## I
- Irak

- Iraška republikanska garda
- Specialna republikanska garda

## J
- Republika Južna Afrika
Parabati

## N
- Nemčija
1. Gebirgsjäger-Divison

## S
- Srbija in Črna gora
63. padalska brigada

## Š
- Švedska
Kavalerie Regiment 1 (K1)

## Z
- Združene države Amerike
82. zračnoprevozna divizija
101. zračnoprevozna divizija (zračnomobilna)
Korpus mornariške pehote Združenih držav Amerike
- Združeno kraljestvo Velike Britanije in Severne Irske
Desert Rats
Gurkhi
Red Devils
Kraljevi marinci